# Centropogon parviflorus
Centropogon parviflorus är en klockväxtart som först beskrevs av Alexander Zahlbruckner, och fick sitt nu gällande namn av Jeppesen. Centropogon parviflorus ingår i släktet Centropogon och familjen klockväxter. Inga underarter finns listade i Catalogue of Life.